# Kabupaten Tanah Datar
Kabupaten Tanah Datar (indonesiska: Kabupaten Tanahdatar) är ett kabupaten i Indonesien. Det ligger i provinsen Sumatera Barat på Sumatra. Antalet invånare är 371 704.